# ChEBI
Хімічні Об'єкти Біологічного Інтересу, також знана як ChEBI(англ. Chemical Entities of Biological Interest), являє собою базу даних і онтологія з молекулярних індивідів орієнтованої на "малі" хімічні речовини, яка що є частиною зусиль Відкритої Біологічної Онтології. Термін «молекулярна сутність» означає будь-яку «конституційну або ізотопну відмінність атома, молекули, йона, йонної пари, радикалу, йон-радикалу, комплексу, конформера і т. д. які ідентифікують як окремо відокремлюваний суб'єкт». Молекулярні сутності, які розглядаються, є або природними продуктами, або синтетичними речовинами, які мають потенційні біологічні активності. Молекули, які прямо закодовані в геномі, наприклад нуклеїнові кислоти, білки і пептиди, які отримано з білків шляхом протеолітичного розщеплення, як правило, не включені до ChEBI.
ChEBI використовує номенклатуру, символіку і термінологію, схваленої міжнародним Союзом теоретичної і прикладної хімії (ІЮПАК) та Комітетом Номенклатури Міжнародного Союзу Біохімії і Молекулярної Біології (NC-IUBMB).

## Обсяг і доступ
Всі дані у базі даних є не приватними або походять із не патентованих джерел. Таким чином всі дані у вільному доступі і доступні кожному. Крім того, кожен елемент даних повністю простежується і явно посилається на оригінальне джерело.
Дані ChEBI доступні через вебінтерфейс, вебсервісів і для завантажень.

## Зовнішні посилання
- http://www.ebi.ac.uk/chebi/ [Архівовано 27 травня 2010 у Wayback Machine.]
- ftp://ftp.ebi.ac.uk/pub/databases/chebi/